# Juan Verdaguer
Juan Francisco Verdaguer Queirolo (Montevideo, 30 de julio de 1915-Buenos Aires, 14 de mayo de 2001) fue un humorista y actor uruguayo, residente en Argentina y naturalizado argentino, que tuvo una destacada actuación en los escenarios de América Latina, en especial de Argentina.

## Primeros años
Nació en Montevideo en el seno de una familia circense. Su padre, Lindolfo Verdaguer, era equilibrista, y Aída, su madre, acróbata. Llegó a Buenos Aires con su familia cuando tenía 6 meses de edad. Realizó sus estudios primarios en el colegio Juan Enrique Pestalozzi. Había estudiado violín y también trabajó con su padre en el circo.
Debutó en 1932 en Cruz del Eje, Córdoba, en la pista del circo Continental, propiedad de la familia. A los 20 años viajó a Brasil, donde trabajó con el circo de los hermanos de su madre realizando equilibrismo. A partir de la década de 1940 participó en el casino Da Urca, en el varieté, y en Brasil, luego viajó a Chile, y tras una larga gira recaló en Estados Unidos realizando el mismo trabajo. En 1950 se radicó en México, y en el famoso local "El Patio" realizó el mismo número; después regresó a Buenos Aires y se dedicó al teatro de revistas, especialmente en el teatro Maipo.
Su número consistía en permanecer en el último travesaño de una escalera de hoja única de cinco metros de largo: «Para hacer esta prueba no debo comer. Y para poder comer debo hacer esta prueba». Completaba el acto tocando Czardas, de Vittorio Monti o La Cumparsita en su violín: "El violín me salvó de muchísimas situaciones porque al principio tenía que empeñarlo seguido. Tantas veces que el hijo del prestamista tocaba mejor que yo".
Pasó algún tiempo en Río de Janeiro, Brasil, donde adaptó su número a la elegancia propia de los lujosos casinos en los que actuaba.

## Primeros éxitos
Trabajó en Nueva Orleans, Estados Unidos, en espectáculos de varieté. Fue allí cuando una noche, mientras tocaba Me vuelves loco en su violín, se le rompieron dos cuerdas, y tuvo que improvisar. Allí se hizo evidente su original veta humorística, caracterizada por la sutileza, el absurdo inesperado y el impecable manejo de palabras, tiempos y silencios: "De mis padres, a través de incontables itinerarios trashumantes, aprendí que lo que llega al íntimo espíritu del público tiene un eco más perdurable y efectivo que lo epidérmicamente festivo".
Realizó exitosas presentaciones en Estados Unidos, México, Perú, Panamá, Chile, Uruguay, Brasil y Australia. Fue en el México de la década de 1950 donde tuvo su primera gran experiencia teatral como protagonista de Blum, que en Buenos Aires había hecho Enrique Santos Discépolo. "No quise copiar las indicaciones que sobre él quisieron darme. Lo hice como lo sentía y afortunadamente resultó un éxito". Fue la obra de mayor duración en un escenario azteca; una placa de bronce en el hall del teatro rememora el notable éxito.
En 1951 fue contratado por Carlos A. Petit para participar en un espectáculo revisteril del teatro Comedia. Actuó en los teatros El Nacional, Tabarís, Sans Souci y de la Comedia, entre otros.

## En la televisión
Poco después conoció a Goar Mestre, quien lo contrató para trabajar en la televisión argentina, en donde debutó en 1961 con su espectáculo Este loco, loco hotel, en el entonces nuevo Canal 13 de Buenos Aires. Comenzaba su programa con un "señor, señora, no tiene que sintonizar su televisor... mi cara es así".
Durante más de dos décadas actuó en televisión en programas como “Risas y sonrisas”, junto a Nelly Beltrán o "Sábados Circulares". Allí, Nicolás Mancera solía presentarlo como "El señor del humorismo". En los años 1980, en los primeros años de la TV color argentina, reflotó su loco Hotel en ATC.
En 1981 recibió un diploma al mérito de la Fundación Konex. A su vez, en la década de los 80, Verdaguer frecuentaba estelares televisivos y hasta el Festival Internacional de la Canción de Viña del Mar en Chile.

## Cine
Recibió una invitación del director cinematográfico Mario Soffici para ser el protagonista masculino de la película dramática Rosaura a las diez, que tuvo excelente repercusión económica y artística.
Participó en once películas. La primera fue la comedia musical de 1951 Locuras, tiros y mambo, acompañado por el grupo Los Cinco Grandes del Buen Humor. Le siguieron Marido de ocasión (1952), La edad del amor (1954) y Estrellas de Buenos Aires (1956).
En 1958 hizo la mencionada Rosaura a las diez, sobre la novela de Marco Denevi, donde su dramática composición de un oscuro pensionista llamado Camilo Canegato le valió la aclamación del público y de la crítica. 
La siguieron las comedias La herencia de 1964, junto a Nathán Pinzón y el aún desconocido Alberto Olmedo, y Cleopatra era Cándida con Niní Marshall, donde se afirmó en su perfil humorístico. 
Ese mismo año intervino en La industria del matrimonio. En 1969 protagonizó la muy sofisticada Kuma Ching. En 1980 hizo La noche viene movida. 
Muchos años después, en 1998, filmó la que sería su última película: El amateur.
Consideraba al legendario Pepe Arias, como "el mejor humorista" del país. Destacaba especialmente que, "siendo un hombre culto, hizo un humor bien porteño con el hombre común".
En 1999 participó de una fallida temporada de revista en el Teatro Astros con Reina Reech. Al poco tiempo emprendió una gira por Chile, Colombia y Miami.
El último espectáculo lo brindó a comienzos de 2001 junto a sus amigos Mario Clavell y Carlos Garaycochea con la obra Masters. Allí, en el auditorio del Hotel Bauen, Verdaguer se reía de las trampas que le jugaba su memoria. Después recorrió algunas ciudades para realizar monólogos y con su salud bastante deteriorada se presentó por última vez en el teatro San Nicolás.
Falleció el 14 de mayo de 2001 a los 85 años de un infarto de miocardio en Buenos Aires.

## Filmografía
- El amateur (1999)
- La noche viene movida (1980)
- Kuma Ching (1969)
- La industria del matrimonio (1964)
- La herencia (1964)
- Cleopatra era Cándida (1964)
- Rosaura a las diez (1958)
- Estrellas de Buenos Aires (1956)
- La edad del amor (1954)
- Marido de ocasión (1952)
- Locuras, tiros y mambo (1951)

## Televisión
- 1963: Risas y son... risas con Verdaguer, por Canal 13.

## Teatro
- Buenas noches Buenos Aires (1963), en el Teatro Astral, con Hugo del Carril, Virginia Luque, Mariano Mores, Alberto Marcó, Susy Leiva y Juan Verdaguer.

## Discografía
- 1966: Prohibido en T.V. - Discos Cisne -Diablo, México.
- ????: Reír no está prohibido
- 1972: Recital de humor - MUSIC HALL
- 1980: Este loco, loco humor - MUSIC HALL

## Homenajes
- En Orsai a medianoche (1996), programa argentino de TV conducido por Gonzalo Bonadeo y Roberto Pettinato, se creó un segmento llamado "El Gato de Verdaguer", en el que un títere antropomórfico representando un gato con guantes de boxeo era manejado por Pettinato mientras relataba chistes de humor negro, sexistas o racistas con el tono de voz y la cadencia característica de Juan Verdaguer. El nombre del personaje sugiere que se trata, en doble sentido, de la mascota o bien de la peluca de Verdaguer ("gato" es un argentinismo para "peluca").[1] El personaje continuó apareciendo en otros programas conducidos por Pettinato, como Duro de Acostar o Duro de Domar.

- En Inútiles y subversivos, serie de humor de Televisión Nacional de Chile, lo satirizan caracterizándolo como Dark Verdaguer, un clon de Darth Vader que cuenta chistes al estilo de Verdaguer.[2]

- En Sin filtro, programa uruguayo de Brava FM de Maldonado, aparece un personaje humorístico llamado "El Fantasma de Verdaguer", caracterizado por Jorge Gatti, contando chistes y comentando sucesos políticos nacionales e internacionales con el tono característico de Juan Verdaguer.